# Pryeria
Pryeria is een geslacht van vlinders van de familie bloeddrupjes (Zygaenidae), uit de onderfamilie Phaudinae.

## Soorten
- P. simonyi (Rebel, 1899)
- P. sylviae (Rebel, 1959)